# Ерик Геретс
Ерик Геретс (на нидерландски: Eric Gerets) е белгийски футболист и треньор.
Започва футболната си кариера като аматьор за местния отбор „AA Рекем“, преди да постигне успех със Стандар Лиеж и ПСВ Айндховен. По време на състезателната си кариера е смятан за един от най-добрите десни защитници в Европа и един от най-добрите състезатели в белгийската футболна история. Като капитан на ПСВ Айндховен извежда отбора до спечелването на първата и единствена Купа на европейските шампиони през 1988 г.
Прави своя дебют за белгийския национален отбор през 1975 г. и участва на четири големи първенства. На Евро 80 достига до финала, който губи от отбора на ФРГ с 1-2., а на Мондиал 86 губи мача за третото място срещу отбора на Франция.
Участва още на Мондиал 82, и Мондиал 90.
Със своите 86 срещи за „червените дяволи“ заема трето място във вечна ранглиста. Толкова има и Франки Ван дер Елст, а пред тях са само Ян Кулеманс (96) и Тими Симонс (93).

## Успехи

### Като футболист
Стандар Лиеж
- Шампион на Белгия (2): 1981–82, 1982–83
- Купа на Белгия (1): 1980–81
- Суперкупа на Белгия (1): 1981
- Купа на носителите на купи
  - Финалист (1): 1981–82 [4]

 ПСВ Айндховен
- Шампион на Холандия (6): 1985–86, 1986–87, 1987–88, 1988–89, 1990–91, 1991–92
- Купа на Холандия (3): 1987–88, 1988–89 1989–90
- Купа на европейските шампиони (1): 1987-88

 Белгия
- Европейско първенство
  - Вицешампион – Евро 80
- Световно първенство по футбол
  - 4-то място – Мондиал 86

### Като треньор
Лирсе
- Шампион на Белгия (1): 1996–97

 Клуб Брюж
- Шампион на Белгия (1): 1997–98
- Суперкупа на Белгия (1): 1988

 ПСВ Айндховен
- Шампион на Холандия (2): 1999–2000, 2000–01
- Суперкупа на Холандия (2): 2000, 2001

 Кайзерслаутерн
- Купа на Германия
  - Финалист (1): 2002–03

 Галатасарай
- Шампион на Турция (1): 2005–06

 Ал-Хилал
- Шампион на Саудитска Арабия (1): 2009–10
- Купа на Саудитска Арабия (1): 2010

 Мароко
- Купа на арабските нации (1): 2012

 Лехвия
- Шампион на Катар (1): 2013–14
- Купа на Катар (1): 2013

### Индивидуални
- Футболист на годината в Белгия (1): 1982
- Треньор на годината в Белгия (2): 1996–97, 1997–98